# 霍永基
霍永基（1932年—），男，广西梧州人，中国工程爆破和水利电力工程防护专家，曾任水利水电科学研究院副院长兼总工程师，中国力学学会理事。